# 南洋杯世界囲碁マスターズ
南洋杯世界囲碁マスターズ（なんようはいせかいいごマスターズ、南洋杯世界围棋大师赛）は囲碁の国際棋戦。2024年に開始。
主催は中国囲棋協会とシンガポール囲碁協会。
優勝賞金は25万SGD、準優勝は10万SGD。
日中韓台の他、東南アジアの出場枠が多く確保されている。

## 方式
予選は32名によるトーナメント戦。決勝は3番勝負。
ルール - 中国ルール。コミは7目半。
持ち時間 - 2時間に1手ごと15秒追加するフィッシャー方式。

## 歴代大会

### 第1回
第1回は2024年11月に本戦準決勝まで成都市で、3位決定戦および決勝三番勝負は翌2–3月シンガポールで開催予定。
出場枠は中国13名、韓国6名、日本5名、台湾2名に加え、東南アジア各国（シンガポール、マレーシア、タイ、インドネシア）から1名、アメリカとウクライナからそれぞれ1名、主催者招待枠2名となった。アメリカは江鳴久、ウクライナはアンドリー・クラベッツが代表となった。
開催発表が急だったことから名人戦挑戦手合中の一力、芝野、井山が欠場となり、日本代表は許家元、余正麒、大竹優、福岡航太朗、上野愛咲美となった。また日本棋院のフィトラ・R・Sが母国のインドネシア代表として参加した。
用意された対局時計はカウントダウン時に音が出ないため、1回戦では気がつかずに切れ負けする棋士（周泓余、王元均、朴廷桓）が出た。そのため時計を頻繁に見ながら対局する必要があり、集中が削がれたとされる。
準決勝以降の勝ち上がり
|  | 準決勝        | 準決勝 |                           |    | 決勝三番勝負 | 決勝三番勝負 |
|  |               |        |                           |    |              |              |
|  | 2024年11月6日 |        |                           |    |              |              |
|  |               |        |                           |    |              |              |
|  | 申真谞        | 勝     |                           |    |              |              |
|  | 申真谞        | 勝     | 2025年2月26、28日、3月1日 |    |              |              |
|  | 党毅飛        |        |                           |    |              |              |
|  | 申真谞        | 2      |                           |    |              |              |
|  | 申真谞        | 2      |                           |    |              |              |
|  |               | 王星昊 | 0                         |    |              |              |
|  | 王星昊        | 王星昊 | 0                         | 勝 |              |              |
|  | 王星昊        |        |                           | 勝 |              |              |
|  | 李欽誠        |        |                           |    |              |              |
|  | 3位決定戦     |        |                           |    |              |              |
|  |               |        |                           |    |              |              |
|  | 2月27日       |        |                           |    |              |              |
|  |               |        |                           |    |              |              |
|  | 党毅飛        |        |                           |    |              |              |
|  |               |        |                           |    |              |              |
|  | 李欽誠        | 勝     |                           |    |              |              |

## 注
1. 1 2 3 4 5 6 7  “第1回 南洋杯世界囲碁マスターズ”.  日本棋院. 2024年12月2日閲覧。
2. 1 2  ““南洋杯”世界围棋大师赛：中韩棋手将在“狮城”争冠-中新网”. www.chinanews.com.cn. 2024年12月2日閲覧。
3. ↑  “海峰棋院-2024/09/20 第一屆南洋杯世界圍棋大師賽規程” (中国語). www.haifong.org (2024年9月20日). 2024年10月23日閲覧。
4. ↑  中国围棋协会 (2024年10月22日). “第一届“南洋杯”世界围棋大师赛规程及参赛名单-野狐围棋” (中国語). www.foxwq.com. 2024年10月23日閲覧。
5. ↑  “世界围棋赛首采加秒制 南洋杯首轮对阵出炉 | 世界围棋大赛 | 许皓鋐 | 申真谞 | 大纪元” (中国語). 大纪元 www.epochtimes.com (2024年11月2日). 2024年12月2日閲覧。
6. 1 2  “南洋杯：申真谞险胜党毅飞 决赛对垒王星昊 | 世界围棋 | 新唐人电视台” (中国語). NTDChinese. 2024年12月2日閲覧。
7. ↑  南洋杯半决赛对阵：党毅飞VS申真谞 王星昊VS李钦诚
8. ↑  “南洋杯”世界围棋大师赛：中韩棋手将在“狮城”争冠
9. ↑  南洋杯王星昊速胜李钦诚 将与申真谞争夺冠军
10. ↑  南洋杯党毅飞时间吃紧遗憾落败 王星昊申真谞将争冠